# Angelo Miculescu
Angelo Romeo Constantin Miculescu (născut Romeo Constantin, n. 4 decembrie 1929, Constanța, România – d. 9 februarie 1999, Ialomița, România) a fost un om politic comunist român, care a îndeplinit funcția de ministru al agriculturii în perioada 1969 - 1981, fiind de asemenea și viceprim-ministru între 1975 și 1981. 
Angelo Miculescu a fost membru de partid din 1958.
La data de 19 martie 1990, Angelo Miculescu a fost rechemat din calitatea de ambasador extraordinar și plenipotențiar al României în Republica Populară Chineză. Fiica sa, Dana, este căsătorită cu politicianul Adrian Năstase.
Angelo Miculescu a fost căsătorit cu Irina Cernașov, prietenă bună, împreună cu sora sa Tamara, cu Ana Pauker.
Angelo Miculescu a decedat în 9 februarie 1999 ca urmare a unui accident de circulație pe o șosea din județul Ialomița.

## Distincții
- Ordinul „Steaua Republicii Socialiste România” clasa a IV-a (25 decembrie 1967) „pentru merite deosebite în opera de construire a socialismului, cu prilejul celei de-a XX-a aniversări a proclamării Republicii”[9]
- Ordinul „Steaua Republicii Socialiste România” clasa I (25 februarie 1971) „pentru merite deosebite în muncă și contribuția adusă la dezvoltarea agriculturii socialiste”[10]